# Савково (Владимирская область)
Савко́во — деревня Муромского района Владимирской области Российской Федерации, входит в состав Ковардицкого сельского поселения.

## География
Деревня расположена в 12 км на север от центра поселения села Ковардицы и в 18 км на северо-запад от Мурома.

## История
Деревня впервые упоминается в окладных книгах Рязанской епархии 1676 года в составе Старо-Котлицкого прихода, в ней был двор помещика Никиты Репцева, двор помещика Никифора Репцева, двор помещика Афанасия Репцева и 18 дворов крестьянских.
В конце XIX — начале XX века деревня входила в состав Новокотлицкой волости Муромского уезда, с 1926 года в составе Булатниковской волости. В 1859 году в деревне числилось 30 дворов, в 1905 году — 80 дворов, в 1926 году — 95 дворов.
С 1929 года деревня являлась центром Савковского сельсовета Муромского района, с 1940 года в составе — Ново-Котлицкого сельсовета с 1954 года — в составе Михалевского сельсовета, с 1965 года — в составе Зименковского сельсовета, с 1977 года — центр Савковского сельсовета, с 2005 года — в составе Ковардицкого сельского поселения.
До 2013 года в деревне действовала Савковская основная общеобразовательная школа и детский сад № 15.

## Население
| 1859 | 1905 | 1926 | 2002 | 2010 | 2012 | 2021 |
| ---- | ---- | ---- | ---- | ---- | ---- | ---- |
| 245  | ↗391 | ↗476 | ↘379 | ↘367 | ↗410 | ↘322 |

## Инфраструктура
- Фельдшерско-акушерский пункт
- Отделение почтовой связи 602284

## Экономика
- СПК «Объединение» (производство молока и мяса, овцеводство)[источник не указан 82 дня]